# Declan J Donovan

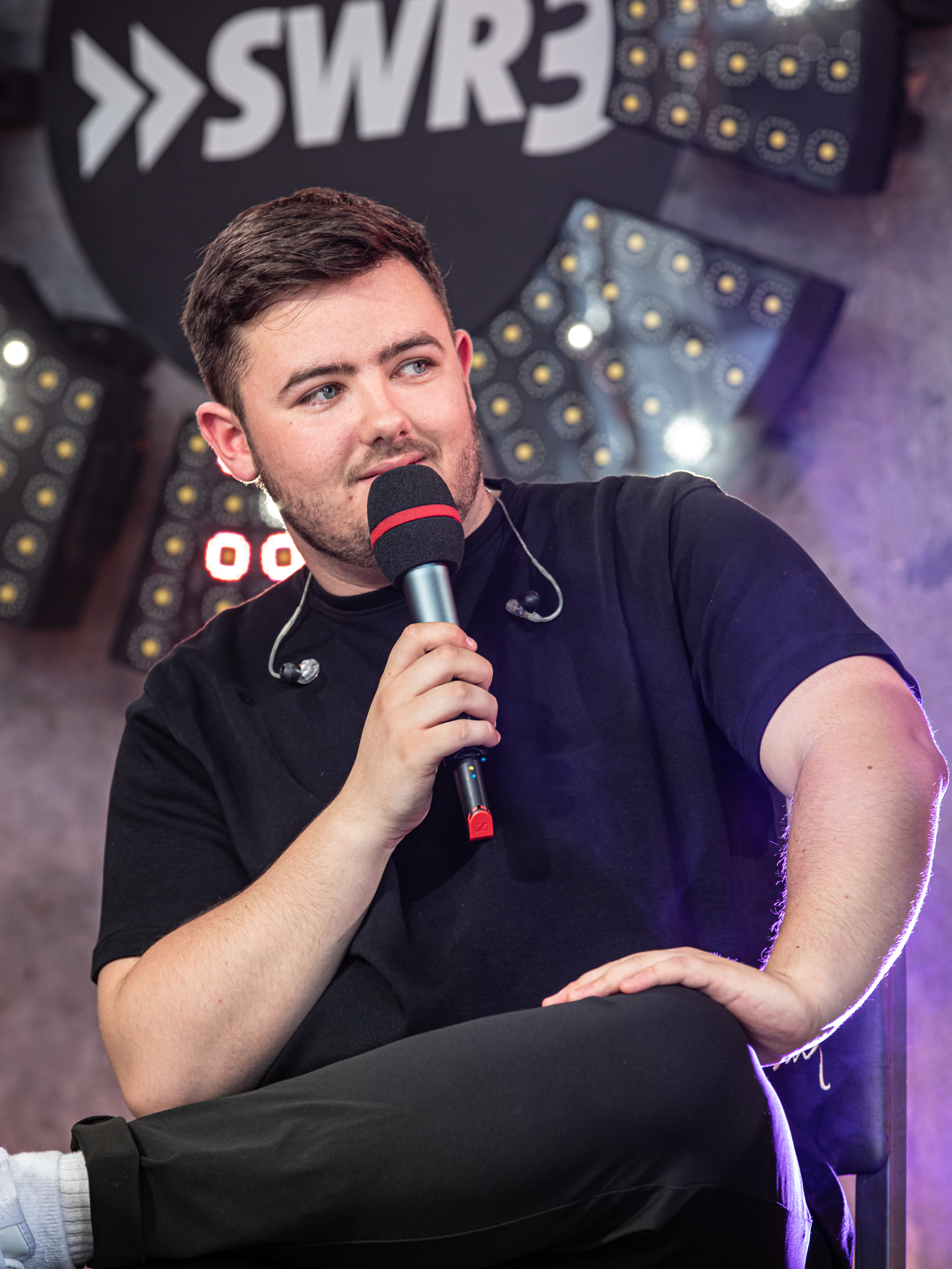
Declan J Donovan auf dem SWR3 New Pop Festival 2019

Declan James Donovan (* 1996 in Harlow, Essex) ist ein britischer Sänger und Songschreiber.

## Leben
Donovan fing mit 9 Jahren an, Gitarre zu spielen, und begann bald darauf, seine eigenen Songs zu schreiben. Im Jahr 2016 veröffentlichte er seine erste EP mit dem Titel „Fables“, die ihm viel Aufmerksamkeit einbrachte. Im folgenden Jahr veröffentlichte er seine zweite EP „Time Machine“. Mit seiner 2018 veröffentlichten Single „Pieces“ feierte Donovan seinen ersten Durchbruch, welches das Berliner Sony-Music-Label Epic Records veröffentlichte. Sein 2020 veröffentlichte Single „Perfectly Imperfect“, eine Ballade über die Themen innere Schönheit und Selbstwertgefühl, wurde einer viraler Hit auf Instagram und TikTok. Der Song wurde insgesamt über 128 Millionen Mal auf Spotify angehört. 2024 veröffentlichte er seine aktuelle Single Hungry Heart.

## Diskographie
Singles
- 2017: Better
- 2017: Fallen so Young
- 2018: Human Way
- 2018: Numb
- 2018: Pieces (Acoustic)
- 2018: Pieces
- 2019: Homesick (Acoustic)
- 2019: I Wish
- 2019: Vienna (Acoustic)
- 2019: Vienna
- 2020: Fighting With Myself
- 2020: Perfectly Imperfect (Gospel Choir Version)
- 2020: Perfectly Imperfect
- 2020: Sorry
- 2020: Tangerine Skies (Acoustic)
- 2020: Tangerine Skies
- 2021: Before You Let Me Go
- 2021: Into The Fire
- 2021: Richest Man
- 2022: Didn’t Know Lonely
- 2022: Give You Love
- 2022: Heaven
- 2022: Hideaway
- 2022: Regret Not Loving You
- 2022: Small Things
- 2023: Alive
- 2023: Giants
- 2024: Carry You (Martin Garrix & Third Party feat. Oaks & Declan J Donovan)
- 2024: Hungry Heart

EPs
- 2016: Fables
- 2017: Time Maschine
- 2020: Homesick

Alben
- 2020: Homesick